# Llista de monuments d'Olot (perifèria)
Llista de monuments d'Olot inclosos en l'Inventari del Patrimoni Arquitectònic Català pels districtes 2, 3, 4 i 5 del municipi d'Olot (Garrotxa), a la dreta del riu Fluvià i al nord i oest del nucli històric. Inclou els inscrits en el Registre de Béns Culturals d'Interès Nacional (BCIN) amb la classificació de monuments històrics, els Béns Culturals d'Interès Local (BCIL) de caràcter immoble i la resta de béns arquitectònics integrants del patrimoni cultural català.
| Monument                                                            | Protecció       | Estil/època                             | Localització                                                 | Coordenades                                          | Codi?         | Imatge |
| ------------------------------------------------------------------- | --------------- | --------------------------------------- | ------------------------------------------------------------ | ---------------------------------------------------- | ------------- | --- |
| Castell Coll, o Torre del Castell Coll                              | BCIN 1136-MH    | XIV-XV                                  | Olot                                                         | 42° 11′ 46″ N, 2° 27′ 44″ E / 42.196130°N,2.462206°E | RI-51-0005969 | Castell Coll (Olot) · Vegeu més fotos d'aquest monument · Carregueu una nova foto d'aquest monument                                 |
| Torre de les Bisaroques                                             | BCIN 1137-MH    | Obra popular Medieval, XIX              | Olot                                                         | 42° 10′ 56″ N, 2° 30′ 11″ E / 42.182222°N,2.503056°E | RI-51-0005970 | Torre de les Bisaroques (Olot) · Vegeu més fotos d'aquest monument · Carregueu una nova foto d'aquest monument                      |
| Torres del Turó de Sant Francesc                                    | BCIN 1138-MH    | Obra popular XIX                        | Olot Volcà Montsacopa                                        | 42° 11′ 18″ N, 2° 29′ 22″ E / 42.188278°N,2.489444°E | RI-51-0005971 | Torres del Turó de Sant Francesc (Olot) · Vegeu més fotos d'aquest monument · Carregueu una nova foto d'aquest monument             |
| Mas Ventós                                                          | BCIN 1884-MH-EN | Barroc, obra popular XVIII              | Olot Barri de les Fonts                                      | 42° 10′ 19″ N, 2° 29′ 46″ E / 42.171944°N,2.496111°E | RI-51-0007063 | Mas Ventós (Olot) · Vegeu més fotos d'aquest monument · Carregueu una nova foto d'aquest monument                                   |
| Torre Castanys, o Museu Comarcal de la Garrotxa, Museu dels Volcans | BCIN 4169-MH    | Eclecticisme XIX                        | Olot Parc Nou                                                | 42° 10′ 16″ N, 2° 28′ 48″ E / 42.171239°N,2.480065°E | RI-51-0001354 | Torre Castanys (Olot) · Vegeu més fotos d'aquest monument · Carregueu una nova foto d'aquest monument                               |
| Habitatge a la carretera de Girona                                  |                 | Noucentisme XX                          | Olot Ctra. Girona (enderrocat)                               |                                                      | IPA-10270     | Carregueu una nova foto d'aquest monument                                                                                           |
| Can Bolíbar                                                         | BCIL 2004       | Obra popular XX                         | Olot Pg. de Sant Roc, 1                                      | 42° 10′ 29″ N, 2° 28′ 31″ E / 42.174595°N,2.475252°E | IPA-10272     | Can Bolíbar (Olot) · Vegeu més fotos d'aquest monument · Carregueu una nova foto d'aquest monument                                  |
| Pont de Sant Roc                                                    | BCIL 2004       | Obra popular XIX                        | Olot Barri de Sant Roc                                       | 42° 10′ 27″ N, 2° 28′ 31″ E / 42.174194°N,2.475294°E | IPA-10273     | Pont de Sant Roc (Olot) · Vegeu més fotos d'aquest monument · Carregueu una nova foto d'aquest monument                             |
| Habitatge a la carretera de Santa Pau, 6-8                          |                 | Eclecticisme XIX Final                  | Olot Ctra. Santa Pau, 6-8                                    | 42° 10′ 40″ N, 2° 29′ 25″ E / 42.177889°N,2.490205°E | IPA-10274     | Habitatge a la carretera de Santa Pau, 6-8 (Olot) · Vegeu més fotos d'aquest monument · Carregueu una nova foto d'aquest monument   |
| Habitatge a la carretera de Santa Pau, 24-26                        |                 | Noucentisme XX                          | Olot Ctra. Santa Pau, 24-26                                  | 42° 10′ 37″ N, 2° 29′ 26″ E / 42.176963°N,2.490532°E | IPA-10275     | Habitatge a la carretera de Santa Pau, 24-26 (Olot) · Vegeu més fotos d'aquest monument · Carregueu una nova foto d'aquest monument |
| Pont de l'Eruga, o Pont de les Mores                                |                 | Obra popular XIX                        | Olot Av. de Navarra - av. del Triai, sobre el Fluvià         | 42° 10′ 33″ N, 2° 29′ 20″ E / 42.175899°N,2.488817°E | IPA-10277     | Pont de l'Eruga (Olot) · Vegeu més fotos d'aquest monument · Carregueu una nova foto d'aquest monument                              |
| Central Elèctrica Bassols                                           | BCIL 2004       | Noucentisme Joan Roca i Pinet XX (1917) | Olot Av. Girona, 2 - c. Escultor Llimona                     | 42° 11′ 03″ N, 2° 29′ 36″ E / 42.184049°N,2.493362°E | IPA-10278     | Central Elèctrica Bassols (Olot) · Vegeu més fotos d'aquest monument · Carregueu una nova foto d'aquest monument                    |
| Estació del Carrilet d'Olot                                         | BCIL 2004       | Eclecticisme XX                         | Olot Av. de l'Estació, 13                                    | 42° 10′ 30″ N, 2° 28′ 48″ E / 42.175015°N,2.479954°E | IPA-10281     | Estació del Carrilet d'Olot · Vegeu més fotos d'aquest monument · Carregueu una nova foto d'aquest monument                         |
| Habitatge a la avinguda de l'Estació, 11                            |                 | Noucentisme XX                          | Olot Av. de l'Estació, 11                                    | 42° 10′ 30″ N, 2° 28′ 49″ E / 42.174940°N,2.480209°E | IPA-10282     | Habitatge a la avinguda de l'Estació, 11 (Olot) · Vegeu més fotos d'aquest monument · Carregueu una nova foto d'aquest monument     |
| Habitatge al carrer Vista Alegre, 11                                | BCIL 2004       | Obra popular XIX-XX                     | Olot C. Vista Alegre, 11                                     | 42° 10′ 24″ N, 2° 28′ 30″ E / 42.173359°N,2.474905°E | IPA-10330     | Habitatge al carrer Vista Alegre, 11 (Olot) · Vegeu més fotos d'aquest monument · Carregueu una nova foto d'aquest monument         |
| Escoles de Maria Reina, Torre Xiqués                                | BCIL 2004       | Eclecticisme XIX-XX                     | Olot Av. Reis Catòlics                                       | 42° 10′ 56″ N, 2° 28′ 55″ E / 42.182205°N,2.482065°E | IPA-10337     | Escoles de Maria Reina (Olot) · Vegeu més fotos d'aquest monument · Carregueu una nova foto d'aquest monument                       |
| Església de Santa Maria de Batet                                    | BCIL 2004       | Romànic, neoclassicisme XII, XVIII-XIX  | Olot Puig de Batet                                           | 42° 10′ 52″ N, 2° 31′ 00″ E / 42.181182°N,2.516614°E | IPA-10341     | Església de Santa Maria de Batet (Olot) · Vegeu més fotos d'aquest monument · Carregueu una nova foto d'aquest monument             |
| Església de la Trinitat de Batet                                    | BCIL 2004       | Romànic XII-XIII                        | Olot Puig de Batet                                           | 42° 10′ 26″ N, 2° 31′ 43″ E / 42.173756°N,2.528518°E | IPA-10342     | Església de la Trinitat de Batet (Olot) · Vegeu més fotos d'aquest monument · Carregueu una nova foto d'aquest monument             |
| Oratori de la Sagrada Família                                       | BCIL 2004       | Obra popular XIX                        | Olot Batet de la Serra                                       | 42° 10′ 02″ N, 2° 31′ 21″ E / 42.167338°N,2.522479°E | IPA-10343     | Oratori de la Sagrada Família (Olot) · Vegeu més fotos d'aquest monument · Carregueu una nova foto d'aquest monument                |
| Parròquia de Sant Cristòfol de les Fonts                            | BCIL 2004       | Historicisme XIX                        | Olot Ctra. de Santa Pau                                      | 42° 10′ 07″ N, 2° 30′ 00″ E / 42.168632°N,2.499927°E | IPA-10344     | Parròquia de Sant Cristòfol de les Fonts (Olot) · Vegeu més fotos d'aquest monument · Carregueu una nova foto d'aquest monument     |
| Capella de Nostra Senyora de l'Esperança                            | BCIL 2004       | Obra popular XVII-XVIII                 | Olot Camí de les Feixes, poble de la Canya                   | 42° 12′ 17″ N, 2° 29′ 33″ E / 42.204619°N,2.492530°E | IPA-10345     | Capella de Nostra Senyora de l'Esperança (Olot) · Vegeu més fotos d'aquest monument · Carregueu una nova foto d'aquest monument     |
| Església de Sant Andreu del Coll                                    | BCIL 2004       | Romànic, neoclassicisme XII, XVIII      | Olot Muntanya del Mont                                       | 42° 11′ 48″ N, 2° 27′ 31″ E / 42.196768°N,2.458680°E | IPA-10347     | Església de Sant Andreu del Coll (Olot) · Vegeu més fotos d'aquest monument · Carregueu una nova foto d'aquest monument             |
| Capella de Sant Roc                                                 | BCIL 2004       | Obra popular XVIII                      | Olot C. Vista Alegre, 1                                      | 42° 10′ 23″ N, 2° 28′ 23″ E / 42.173093°N,2.473180°E | IPA-10348     | Capella de Sant Roc (Olot) · Vegeu més fotos d'aquest monument · Carregueu una nova foto d'aquest monument                          |
| Església de Sant Pere Màrtir                                        | BCIL 2004       | Darreres tendències XX                  | Olot Pl. de Sant Pere Màrtir                                 | 42° 10′ 56″ N, 2° 28′ 42″ E / 42.182210°N,2.478196°E | IPA-10350     | Església de Sant Pere Màrtir (Olot) · Vegeu més fotos d'aquest monument · Carregueu una nova foto d'aquest monument                 |
| Església de Sant Francesc                                           | BCIL 2004       | Obra popular XIX                        | Olot Camí al Montsacopa                                      | 42° 11′ 14″ N, 2° 29′ 19″ E / 42.187228°N,2.488503°E | IPA-10351     | Església de Sant Francesc (Olot) · Vegeu més fotos d'aquest monument · Carregueu una nova foto d'aquest monument                    |
| Capella de Nostra Senyora de la Salut, la Moixina                   | BCIL 2004       | Historicisme XIX (1884)                 | Olot Camí de la Moixina, prat de la Salut                    | 42° 10′ 07″ N, 2° 29′ 12″ E / 42.168732°N,2.486775°E | IPA-10352     | Capella de Nostra Senyora de la Salut (Olot) · Vegeu més fotos d'aquest monument · Carregueu una nova foto d'aquest monument        |
| Capella de la Verge dels Desemparats                                | BCIL 2004       | Historicisme XIX                        | Olot Camí dels Desemparats, 71, sota Montolivet              | 42° 10′ 36″ N, 2° 28′ 42″ E / 42.176550°N,2.478303°E | IPA-10353     | Capella de la Verge dels Desemparats (Olot) · Vegeu més fotos d'aquest monument · Carregueu una nova foto d'aquest monument         |
| Mas Bernat                                                          | BCIL 2004       | Obra popular                            | Olot C. Carme Sala, 3, barri de les Bisaroques               | 42° 11′ 00″ N, 2° 29′ 58″ E / 42.183418°N,2.499333°E | IPA-10361     | Carregueu una nova foto d'aquest monument                                                                                           |
| Mas les Cols                                                        | BCIL 2004       | Obra popular XVIII                      | Olot Ctra. la Canya, barri de la Rosaleda                    | 42° 11′ 40″ N, 2° 30′ 04″ E / 42.194474°N,2.501028°E | IPA-10362     | Carregueu una nova foto d'aquest monument                                                                                           |
| Casa de Marunys                                                     | BCIL 2004       | Obra popular XVIII-XIX                  | Olot Ctra. Santa Pau                                         | 42° 10′ 29″ N, 2° 29′ 34″ E / 42.174738°N,2.492644°E | IPA-10363     | Casa de Marunys (Olot) · Vegeu més fotos d'aquest monument · Carregueu una nova foto d'aquest monument                              |
| El Transvaal                                                        | BCIL 2004       | Obra popular XIX                        | Olot Ctra. de Santa Pau, Costa parròquia les Fonts           | 42° 10′ 13″ N, 2° 30′ 00″ E / 42.170319°N,2.499899°E | IPA-10364     | El Transvaal (Olot) · Vegeu més fotos d'aquest monument · Carregueu una nova foto d'aquest monument                                 |
| El Cassés                                                           | BCIL 2004       | Obra popular                            | Olot Pla de Dalt                                             | 42° 11′ 01″ N, 2° 28′ 21″ E / 42.183641°N,2.472613°E | IPA-10365     | El Cassés (Olot) · Vegeu més fotos d'aquest monument · Carregueu una nova foto d'aquest monument                                    |
| Mas Godmar                                                          | BCIL 2004       | Obra popular                            | Olot Camí de Batet a Santa Pau, Batet de la Serra            | 42° 10′ 32″ N, 2° 32′ 07″ E / 42.175571°N,2.535237°E | IPA-10366     | Carregueu una nova foto d'aquest monument                                                                                           |
| Mas Planella                                                        | BCIL 2004       | Obra popular                            | Olot Camí de Batet a Santa Pau, Batet de la Serra            | 42° 10′ 25″ N, 2° 31′ 56″ E / 42.173564°N,2.532158°E | IPA-10367     | Carregueu una nova foto d'aquest monument                                                                                           |
| Casal de Cuní                                                       | BCIL 2004       | Obra popular                            | Olot Ctra. a la Canya                                        | 42° 12′ 08″ N, 2° 29′ 45″ E / 42.202183°N,2.495808°E | IPA-10369     | Casal de Cuní (Olot) · Vegeu més fotos d'aquest monument · Carregueu una nova foto d'aquest monument                                |
| Casa-xalet de les Tries                                             | BCIL 2004       | Obra popular XX                         | Olot Serra de les Tries                                      | 42° 11′ 15″ N, 2° 30′ 55″ E / 42.187486°N,2.515307°E | IPA-10370     | Carregueu una nova foto d'aquest monument                                                                                           |
| Mas Sobirà                                                          | BCIL 2004       | Obra popular                            | Olot Ctra. de Ridaura, Pla de Dalt                           | 42° 11′ 09″ N, 2° 28′ 08″ E / 42.185754°N,2.468975°E | IPA-10371     | Mas Sobirà (Olot) · Vegeu més fotos d'aquest monument · Carregueu una nova foto d'aquest monument                                   |
| Can Pujol                                                           | BCIL 2004       | Eclecticisme XX                         | Olot Batet de la Serra                                       | 42° 10′ 24″ N, 2° 31′ 26″ E / 42.173453°N,2.523816°E | IPA-10372     | Carregueu una nova foto d'aquest monument                                                                                           |
| Torre de Can Gou, Mas la Plana                                      | BCIL 2004       | Historicisme XIX-XX                     | Olot Camí de la Font Moixina                                 | 42° 10′ 16″ N, 2° 29′ 04″ E / 42.171045°N,2.484356°E | IPA-10373     | Torre de Can Gou (Olot) · Vegeu més fotos d'aquest monument · Carregueu una nova foto d'aquest monument                             |
| Casa de la Clapera                                                  |                 | Obra popular                            | Olot Batet de la Serra                                       | 42° 10′ 39″ N, 2° 29′ 48″ E / 42.177525°N,2.496674°E | IPA-10374     | Carregueu una nova foto d'aquest monument                                                                                           |
| Casa del Camí de la Font Moixina, Mas la Plana                      | BCIL 2004       | Obra popular                            | Olot Camí de la Font Moixina                                 | 42° 10′ 22″ N, 2° 29′ 14″ E / 42.172670°N,2.487191°E | IPA-10377     | Casa del Camí de la Font Moixina (Olot) · Vegeu més fotos d'aquest monument · Carregueu una nova foto d'aquest monument             |
| Torre de defensa del Volcà Montolivet                               |                 | Obra popular XIX                        | Olot Al cim del volcà Montolivet                             | 42° 10′ 45″ N, 2° 28′ 42″ E / 42.17906°N,2.47846°E   | IPA-10379     | Torre de defensa del Volcà Montolivet (Olot) · Vegeu més fotos d'aquest monument · Carregueu una nova foto d'aquest monument        |
| Masia del Ventolà                                                   | BCIL 2004       | XVIII                                   | Olot Turó de Ventolà, serra de Sant Valentí                  | 42° 11′ 54″ N, 2° 28′ 02″ E / 42.198234°N,2.46716°E  | IPA-10380     | Masia del Ventolà (Olot) · Vegeu més fotos d'aquest monument · Carregueu una nova foto d'aquest monument                            |
| Mas la Torre d'en Llunes                                            | BCIL 2004       |                                         | Olot Veïnat de l'Hostal del Sol                              | 42° 11′ 37″ N, 2° 27′ 47″ E / 42.193629°N,2.462932°E | IPA-10381     | Carregueu una nova foto d'aquest monument                                                                                           |
| Ca l'Aubert                                                         | BCIL 2004       | Racionalisme XX                         | Olot C. Sant Cristòfor, 3                                    | 42° 10′ 54″ N, 2° 29′ 38″ E / 42.181719°N,2.493775°E | IPA-10382     | Ca l'Aubert (Olot) · Vegeu més fotos d'aquest monument · Carregueu una nova foto d'aquest monument                                  |
| Fàbrica Fills Aubert                                                |                 | Racionalisme XX                         | Olot C. Sant Cristòfol, 2-4-6                                | 42° 10′ 54″ N, 2° 29′ 37″ E / 42.181689°N,2.493560°E | IPA-10383     | Fàbrica Fills Aubert (Olot) · Vegeu més fotos d'aquest monument · Carregueu una nova foto d'aquest monument                         |
| Can Masllorens                                                      | BCIL 2004       | Modernisme XIX-XX                       | Olot C. Sant Cristòfol, 14                                   | 42° 10′ 53″ N, 2° 29′ 38″ E / 42.181447°N,2.493956°E | IPA-10385     | Can Masllorens (Olot) · Vegeu més fotos d'aquest monument · Carregueu una nova foto d'aquest monument                               |
| Can Castellanes, o Taller d'Estatuària Religiosa                    | BCIL 2004       | Obra popular, eclecticisme XIX          | Olot Pl. Palau, 9                                            | 42° 11′ 00″ N, 2° 29′ 38″ E / 42.183262°N,2.493905°E | IPA-10408     | Carregueu una nova foto d'aquest monument                                                                                           |
| Urbanització d'habitatges de Sant Pere Màrtir                       |                 | Obra popular XX                         | Olot Urbanització Puig de Sant Pere Màrtir                   | 42° 10′ 56″ N, 2° 28′ 40″ E / 42.182099°N,2.477694°E | IPA-10417     | Carregueu una nova foto d'aquest monument                                                                                           |
| Molí del Collell                                                    | BCIL 2004       | Obra popular XVII-XVIII                 | Olot Camí del Tossols                                        | 42° 10′ 14″ N, 2° 27′ 45″ E / 42.170584°N,2.462420°E | IPA-10418     | Molí del Collell (Olot) · Vegeu més fotos d'aquest monument · Carregueu una nova foto d'aquest monument                             |
| Molí d'en Daina                                                     |                 | Obra popular                            | Olot Poble de la Canya                                       | 42° 12′ 16″ N, 2° 29′ 58″ E / 42.204478°N,2.499563°E | IPA-10420     | Molí d'en Daina (Olot) · Vegeu més fotos d'aquest monument · Carregueu una nova foto d'aquest monument                              |
| Molí de les Tries o Molí del Moro                                   |                 | Obra popular XIX-XX                     | Olot C. Compositor Serra, 1                                  | 42° 11′ 21″ N, 2° 30′ 12″ E / 42.189052°N,2.503371°E | IPA-10423     | Carregueu una nova foto d'aquest monument                                                                                           |
| Molí de Sant Roc                                                    | BCIL 2004       | Obra popular                            | Olot C. Sant Narcís, barri de Sant Roc                       | 42° 10′ 29″ N, 2° 28′ 25″ E / 42.174647°N,2.473513°E | IPA-10425     | Molí de Sant Roc (Olot) · Vegeu més fotos d'aquest monument · Carregueu una nova foto d'aquest monument                             |
| Molí de Tiraburres, Molí de la Torre                                | BCIL 2004       | Obra popular XX                         | Olot Aïllat, Costa de la Torre                               | 42° 11′ 09″ N, 2° 29′ 54″ E / 42.185745°N,2.498246°E | IPA-10428     | Carregueu una nova foto d'aquest monument                                                                                           |
| Casa de les Tries                                                   | BCIL 2004       | Obra popular XVIII-XIX                  | Olot C-150 km 51,5, camí a la Font de les Tries              | 42° 11′ 24″ N, 2° 30′ 47″ E / 42.190018°N,2.512938°E | IPA-30469     | Casa de les Tries (Olot) · Vegeu més fotos d'aquest monument · Carregueu una nova foto d'aquest monument                            |
| Pont de Santa Magdalena                                             | BCIL 2004       | Obra popular                            | Olot C. Santa Magdalena - c. Sant Cristòfol, sobre el Fluvià | 42° 10′ 55″ N, 2° 29′ 36″ E / 42.181821°N,2.493390°E | IPA-36914     | Pont de Santa Magdalena (Olot) · Vegeu més fotos d'aquest monument · Carregueu una nova foto d'aquest monument                      |
| Pont de Casa Gabardó                                                |                 | Obra popular                            | Olot                                                         |                                                      | IPA-36916     | Carregueu una nova foto d'aquest monument                                                                                           |
| Carrer Sant Cristòfol, 13-19, o Sant Cristòfor                      | BCIL 2004       | Barroc, obra popular XVII               | Olot C. Sant Cristòfor, 13-15-17-19                          | 42° 10′ 53″ N, 2° 29′ 39″ E / 42.181357°N,2.494201°E | IPA-40983     | Carrer Sant Cristòfol, 13-19 (Olot) · Vegeu més fotos d'aquest monument · Carregueu una nova foto d'aquest monument                 |
| Capella de Sant Sebastià                                            | BCIL 2004       |                                         | Olot Ctra. Santa Pau - Camí de la Fàbrega                    | 42° 10′ 32″ N, 2° 29′ 31″ E / 42.175578°N,2.491843°E | IPA-40986     | Capella de Sant Sebastià (Olot) · Vegeu més fotos d'aquest monument · Carregueu una nova foto d'aquest monument                     |
| Can Trias                                                           | BCIL 2004       | XIX Final                               | Olot C. Pardal, 7                                            | 42° 10′ 54″ N, 2° 29′ 39″ E / 42.181638°N,2.494193°E | IPA-40992     | Can Trias (Olot) · Vegeu més fotos d'aquest monument · Carregueu una nova foto d'aquest monument                                    |
| Mas Caritat                                                         | BCIL 2004       | Obra popular XVI                        | Olot C. Creu Roja, 2 - c. Volcà Pujalós, 1                   | 42° 10′ 35″ N, 2° 29′ 33″ E / 42.176435°N,2.492535°E | IPA-40994     | Mas Caritat (Olot) · Vegeu més fotos d'aquest monument · Carregueu una nova foto d'aquest monument                                  |
| Mas Solà                                                            | BCIL 2004       | Obra popular XVII                       | Olot Batet de la Serra                                       | 42° 10′ 12″ N, 2° 31′ 45″ E / 42.169905°N,2.529252°E | IPA-40995     | Carregueu una nova foto d'aquest monument                                                                                           |
| Mas la Fàbrega                                                      | BCIL 2004       | Obra popular                            | Olot Camí del Triai                                          | 42° 10′ 26″ N, 2° 29′ 29″ E / 42.173910°N,2.491341°E | IPA-40996     | Carregueu una nova foto d'aquest monument                                                                                           |
| Mas la Cadavall                                                     | BCIL 2004       | Obra popular                            | Olot Camí al Mas Ventós                                      | 42° 10′ 19″ N, 2° 31′ 49″ E / 42.171814°N,2.530361°E | IPA-40997     | Carregueu una nova foto d'aquest monument                                                                                           |
| Mas el Puig de Dalt                                                 | BCIL 2004       | Obra popular XVIII                      | Olot Batet de la Serra                                       | 42° 10′ 54″ N, 2° 30′ 57″ E / 42.18161°N,2.51588°E   | IPA-40999     | Carregueu una nova foto d'aquest monument                                                                                           |
| Mas Bellvespre                                                      | BCIL 2004       | Obra popular XVIII                      | Olot Batet de la Serra                                       | 42° 10′ 11″ N, 2° 30′ 16″ E / 42.169662°N,2.504310°E | IPA-41000     | Carregueu una nova foto d'aquest monument                                                                                           |
| Mas la Comadamont                                                   | BCIL 2004       | Obra popular                            | Olot Batet de la Serra                                       | 42° 10′ 22″ N, 2° 31′ 37″ E / 42.172754°N,2.527036°E | IPA-41001     | Carregueu una nova foto d'aquest monument                                                                                           |
| Mas les Gleies                                                      | BCIL 2004       | Obra popular XVIII                      | Olot Carretera de Santa Pau                                  | 42° 10′ 08″ N, 2° 30′ 06″ E / 42.168945°N,2.501701°E | IPA-41002     | Carregueu una nova foto d'aquest monument                                                                                           |
| Mas l'Eruga                                                         | BCIL 2004       | Obra popular XVIII                      | Olot Carretera Santa Pau - av. Sant Jordi                    | 42° 10′ 32″ N, 2° 29′ 27″ E / 42.175622°N,2.490863°E | IPA-41003     | Mas l'Eruga (Olot) · Vegeu més fotos d'aquest monument · Carregueu una nova foto d'aquest monument                                  |
| Mas Paré, o el Perer                                                | BCIL 2004       | Obra popular XVIII                      | Olot Camí de la Moixina                                      | 42° 10′ 17″ N, 2° 29′ 15″ E / 42.171445°N,2.487395°E | IPA-41006     | Carregueu una nova foto d'aquest monument                                                                                           |
| Mas Can Masdavall                                                   | BCIL 2004       | Obra popular                            | Olot Camí de la Moixina                                      | 42° 10′ 06″ N, 2° 29′ 11″ E / 42.168356°N,2.486332°E | IPA-41007     | Carregueu una nova foto d'aquest monument                                                                                           |
| Mas Can Maica                                                       | BCIL 2004       | Obra popular                            | Olot Camí de Bonavista a la Deu                              | 42° 09′ 49″ N, 2° 28′ 58″ E / 42.163504°N,2.482910°E | IPA-41008     | Carregueu una nova foto d'aquest monument                                                                                           |
| Mas la Coromina                                                     | BCIL 2004       | Obra popular                            | Olot Camí del Trial                                          | 42° 11′ 00″ N, 2° 27′ 31″ E / 42.183219°N,2.458711°E | IPA-41010     | Carregueu una nova foto d'aquest monument                                                                                           |
| Mas Mont-ros                                                        | BCIL 2004       | Obra popular                            | Olot Ctra. de la Creu al Parc Nou                            | 42° 10′ 13″ N, 2° 28′ 47″ E / 42.170353°N,2.479818°E | IPA-41011     | Carregueu una nova foto d'aquest monument                                                                                           |
| Mas Can Pau                                                         | BCIL 2004       | Obra popular                            | Olot Av. Sant Jordi                                          | 42° 10′ 14″ N, 2° 29′ 00″ E / 42.170445°N,2.483298°E | IPA-41012     | Carregueu una nova foto d'aquest monument                                                                                           |
| Mas Ca la Guidet                                                    | BCIL 2004       | Obra popular                            | Olot Camí de la Moixina                                      | 42° 10′ 10″ N, 2° 29′ 08″ E / 42.169450°N,2.485438°E | IPA-41013     | Mas Ca la Guidet (Olot) · Vegeu més fotos d'aquest monument · Carregueu una nova foto d'aquest monument                             |
| Mas Ca l'Expatriat                                                  | BCIL 2004       | Obra popular                            | Olot Ctra. de la Deu                                         | 42° 10′ 05″ N, 2° 29′ 03″ E / 42.168144°N,2.484095°E | IPA-41014     | Mas Ca l'Expatriat (Olot) · Vegeu més fotos d'aquest monument · Carregueu una nova foto d'aquest monument                           |
| Mas Can Blanc                                                       | BCIL 2004       | Obra popular                            | Olot Camí de la Moixina                                      | 42° 09′ 58″ N, 2° 29′ 10″ E / 42.166207°N,2.486225°E | IPA-41015     | Carregueu una nova foto d'aquest monument                                                                                           |
| Mas les Mates                                                       | BCIL 2004       | Obra popular XVIII                      | Olot C. Mestre Falla                                         | 42° 11′ 35″ N, 2° 30′ 14″ E / 42.193011°N,2.503810°E | IPA-41016     | Carregueu una nova foto d'aquest monument                                                                                           |
| Mas Morató                                                          | BCIL 2004       | Obra popular XVIII                      | Olot Camí dels Desemparats, 103                              | 42° 10′ 42″ N, 2° 28′ 52″ E / 42.178446°N,2.481024°E | IPA-41017     | Carregueu una nova foto d'aquest monument                                                                                           |
| Mas Soler                                                           | BCIL 2004       | Obra popular XVIII                      | Olot                                                         | 42° 11′ 43″ N, 2° 29′ 03″ E / 42.19538°N,2.48412°E   | IPA-41018     | Carregueu una nova foto d'aquest monument                                                                                           |
| Mas les Feixes                                                      | BCIL 2004       | Obra popular XVIII                      | Olot Camí de les Feixes - Pla de Baix                        | 42° 11′ 47″ N, 2° 29′ 20″ E / 42.19635°N,2.48897°E   | IPA-41019     | Carregueu una nova foto d'aquest monument                                                                                           |
| Mas Can Basil                                                       | BCIL 2004       | Obra popular XIX                        | Olot Pg. de Sant Roc                                         | 42° 10′ 25″ N, 2° 28′ 22″ E / 42.173724°N,2.472856°E | IPA-41020     | Mas Can Basil (Olot) · Vegeu més fotos d'aquest monument · Carregueu una nova foto d'aquest monument                                |
| Mas Masdexeixars                                                    | BCIL 2004       | Obra popular                            | Olot C. Arquet, Pla de Dalt                                  | 42° 11′ 15″ N, 2° 28′ 23″ E / 42.187634°N,2.473095°E | IPA-41022     | Mas Masdexeixars (Olot) · Vegeu més fotos d'aquest monument · Carregueu una nova foto d'aquest monument                             |
| Mas de la Creu                                                      | BCIL 2004       | Obra popular                            | Olot Ctra. de Ripoll - c. Santa Sabina                       | 42° 11′ 08″ N, 2° 28′ 43″ E / 42.185620°N,2.478638°E | IPA-41023     | Carregueu una nova foto d'aquest monument                                                                                           |
| Mas el Molí de la Torre                                             | BCIL 2004       | Obra popular XIX                        | Olot Les Tries, riu Fluvià                                   | 42° 11′ 19″ N, 2° 30′ 09″ E / 42.188493°N,2.502583°E | IPA-41024     | Carregueu una nova foto d'aquest monument                                                                                           |
| Ponts i túnels de l'antic Carrilet                                  | BCIL 2004       | XX Inici                                | Olot Traçat de Sant Roc al Mas Tussols                       |                                                      | IPA-41026     | Ponts i túnels de l'antic Carrilet (Olot) · Vegeu més fotos d'aquest monument · Carregueu una nova foto d'aquest monument           |
| Murs i cabanes de pedra volcànica de Voratosca                      | BCIL 2004       | Obra popular XIX                        | Olot Sant Roc - Vora Tosca                                   |                                                      | IPA-41028     | Carregueu una nova foto d'aquest monument                                                                                           |
| Cabana de Can Rabeig                                                | BCIL 2004       | Obra popular XIX                        | Olot Camí de la Moixina                                      | 42° 10′ 05″ N, 2° 29′ 10″ E / 42.168033°N,2.486173°E | IPA-41029     | Carregueu una nova foto d'aquest monument                                                                                           |
| Canal de la Vila Vella                                              | BCIL 2004       | Obra popular XVII-XIX                   | Olot Pl. de la Llissa, Santa Magdalena                       | 42° 10′ 57″ N, 2° 29′ 38″ E / 42.18258°N,2.49379°E   | IPA-41030     | Carregueu una nova foto d'aquest monument                                                                                           |
| Font de les Tries                                                   | BCIL 2004       | Obra popular XX Mitjan                  | Olot Les Tries - Av. Pere Badosa                             | 42° 11′ 19″ N, 2° 30′ 42″ E / 42.18867°N,2.51168°E   | IPA-41036     | Carregueu una nova foto d'aquest monument                                                                                           |
| Fonts de Sant Roc                                                   | BCIL 2004       | Obra popular XIX Final                  | Olot Paratge de les Fonts de Sant Roc - Vista Alegre         | 42° 10′ 26″ N, 2° 28′ 30″ E / 42.173894°N,2.475079°E | IPA-41037     | Fonts de Sant Roc (Olot) · Vegeu més fotos d'aquest monument · Carregueu una nova foto d'aquest monument                            |
| Font Moixina                                                        | BCIL 2004       | Obra popular XIX Final                  | Olot Camí de la Moixina                                      | 42° 09′ 59″ N, 2° 29′ 07″ E / 42.166410°N,2.485177°E | IPA-41039     | Font Moixina (Olot) · Vegeu més fotos d'aquest monument · Carregueu una nova foto d'aquest monument                                 |
| Font de la Deu Grossa                                               | BCIL 2004       | Obra popular                            | Olot Camí de la Deu, paratges de la Deu                      |                                                      | IPA-41040     | Carregueu una nova foto d'aquest monument                                                                                           |
| Font de Bufaganyes                                                  | BCIL 2004       | Obra popular XVIII                      | Olot Camí de la Moixina, Mas Can Llambric                    | 42° 10′ 04″ N, 2° 29′ 10″ E / 42.167778°N,2.486026°E | IPA-41041     | Font de Bufaganyes (Olot) · Vegeu més fotos d'aquest monument · Carregueu una nova foto d'aquest monument                           |
| Font dels Capellans - Can Maia                                      | BCIL 2004       | Obra popular                            | Olot Camí de la Moixina, Can Maia                            |                                                      | IPA-41042     | Carregueu una nova foto d'aquest monument                                                                                           |
| Font Xatona                                                         | BCIL 2004       | Obra popular                            | Olot Camí de la Moixina                                      | 42° 10′ 09″ N, 2° 29′ 07″ E / 42.169253°N,2.485258°E | IPA-41043     | Carregueu una nova foto d'aquest monument                                                                                           |
| Font de Cal Soc                                                     | BCIL 2004       | Obra popular                            | Olot Camí de Bonavista a la Deu                              |                                                      | IPA-41044     | Carregueu una nova foto d'aquest monument                                                                                           |
| Font de Cal Toni                                                    | BCIL 2004       | Obra popular                            | Olot Camí de la Moixina, mas Can Toni                        |                                                      | IPA-41045     | Carregueu una nova foto d'aquest monument                                                                                           |
| Font del Pessebre                                                   | BCIL 2004       | Obra popular                            | Olot Camí ramader, av. Sant Jordi                            | 42° 10′ 12″ N, 2° 29′ 06″ E / 42.169889°N,2.485060°E | IPA-41046     | Carregueu una nova foto d'aquest monument                                                                                           |
| Font de Can Tià                                                     | BCIL 2004       | Obra popular                            | Olot Camí ramader, av. Sant Jordi                            | 42° 10′ 07″ N, 2° 29′ 05″ E / 42.168709°N,2.484750°E | IPA-41047     | Carregueu una nova foto d'aquest monument                                                                                           |
| Font de la Coromina                                                 | BCIL 2004       | Obra popular                            | Olot Mas la Coromina                                         |                                                      | IPA-41048     | Carregueu una nova foto d'aquest monument                                                                                           |
| Font de la Gruta                                                    | BCIL 2004       | Obra popular XX Mitjan                  | Olot Riu Fluvià, Mas Tossols                                 | 42° 10′ 26″ N, 2° 27′ 53″ E / 42.17376°N,2.46481°E   | IPA-41049     | Font de la Gruta (Olot) · Vegeu més fotos d'aquest monument · Carregueu una nova foto d'aquest monument                             |
| Font de la Teula                                                    | BCIL 2004       | Obra popular                            | Olot Mas la Teuleria, els Tossals                            |                                                      | IPA-41050     | Carregueu una nova foto d'aquest monument                                                                                           |
| Font de l'Arç                                                       | BCIL 2004       | Obra popular                            | Olot Riu Fluvià, masia els Tossols                           |                                                      | IPA-41051     | Carregueu una nova foto d'aquest monument                                                                                           |
| Font de Santa Rita                                                  | BCIL 2004       | Obra popular                            | Olot Riu Fluvià, Mas Tossols                                 |                                                      | IPA-41052     | Carregueu una nova foto d'aquest monument                                                                                           |
| Font de Cuní                                                        | BCIL 2004       | Obra popular                            | Olot Camí del mas Cuní a l'Esperança                         | 42° 12′ 14″ N, 2° 29′ 41″ E / 42.203898°N,2.494664°E | IPA-41054     | Carregueu una nova foto d'aquest monument                                                                                           |
| Font dels Saiols                                                    | BCIL 2004       | Obra popular XIX                        | Olot Prop de Sant Andreu del Coll                            | 42° 11′ 50″ N, 2° 27′ 26″ E / 42.197165°N,2.457196°E | IPA-41055     | Carregueu una nova foto d'aquest monument                                                                                           |
| Font de la Salut                                                    | BCIL 2004       | Obra popular XIX                        | Olot Camí del mas Bernat a cal Pacient                       | 42° 11′ 02″ N, 2° 30′ 15″ E / 42.183987°N,2.504134°E | IPA-41056     | Font de la Salut (Olot) · Vegeu més fotos d'aquest monument · Carregueu una nova foto d'aquest monument                             |
| Creu de terme del Palau, rèplica                                    | BCIL 2004       | Gòtic                                   | Olot Pl. del Palau                                           | 42° 11′ 00″ N, 2° 29′ 37″ E / 42.183265°N,2.493632°E | IPA-41059     | Creu de terme del Palau (Olot) · Vegeu més fotos d'aquest monument · Carregueu una nova foto d'aquest monument                      |
| Parc Nou                                                            | BCIL 2004       | XIX                                     | Olot Av. Santa Coloma                                        | 42° 10′ 19″ N, 2° 28′ 47″ E / 42.172°N,2.4796°E      | IPA-41060     | Parc Nou (Olot) · Vegeu més fotos d'aquest monument · Carregueu una nova foto d'aquest monument                                     |
| Paratge de les Fonts de Sant Roc                                    | BCIL 2004       | XX Final                                | Olot Fonts de Sant Roc, pl. Vista Alegre                     | 42° 10′ 25″ N, 2° 28′ 29″ E / 42.17375°N,2.47474°E   | IPA-41061     | Paratge de les Fonts de Sant Roc (Olot) · Vegeu més fotos d'aquest monument · Carregueu una nova foto d'aquest monument             |
| Paratges de les Tries                                               | BCIL 2004       |                                         | Olot Marge dret el riu Fluvià                                | 42° 11′ 20″ N, 2° 30′ 40″ E / 42.18902°N,2.51113°E   | IPA-41062     | Carregueu una nova foto d'aquest monument                                                                                           |
| Casa Mirador                                                        |                 | Darreres tendències 1997-1999           | Olot Ctra. GI-524 a Banyoles, km. 0,850                      | 42° 10′ 24″ N, 2° 29′ 38″ E / 42.173257°N,2.493864°E | IPA-46524     | Carregueu una nova foto d'aquest monument                                                                                           |
| Institut Bosc de la Coma                                            |                 | Darreres tendències 1992-1995           | Olot C. Toledo, 12                                           | 42° 10′ 22″ N, 2° 28′ 36″ E / 42.172676°N,2.476637°E | IPA-46532     | Institut Bosc de la Coma (Olot) · Vegeu més fotos d'aquest monument · Carregueu una nova foto d'aquest monument                     |
| Pavelló de bany                                                     |                 | Darreres tendències 1998                | Olot Tossols-Basil                                           | 42° 10′ 29″ N, 2° 28′ 11″ E / 42.17474°N,2.46960°E   | IPA-46540     | Pavelló de bany (Olot) · Vegeu més fotos d'aquest monument · Carregueu una nova foto d'aquest monument                              |

L'església de Sant Miquel del Mont està entre els municipis d'Olot, Riudaura i la Vall de Bianya (vegeu la llista de monuments de Riudaura)